# Chinasat 9A
O Chinasat 9A, também conhecido por Zhongxing 9A (ZX-9A), anteriormente denominado de  Sinosat 4 e Xinnuo 4, é um satélite de comunicação geoestacionário chinês que está sendo construído pela China Academy of Space Technology (CAST). Ele está programado para ser colocado na posição orbital de 92 graus de longitude leste e vai ser operado pela China Satellite Communications Corporation. O satélite será baseado na plataforma DFH-4 bus e sua expectativa de vida útil será de 15 anos.

## História
O satélite originalmente chamado Xinnuo 4 (Sinosat 4) foi projetado pela Sinosat como substituto do Sinisat 2 e estava previsto para ser lançado no final do ano de 2008, mas posteriormente foi adiado para 2011. Em 2010, o satélite foi assumido pela China Satcom e renomeado para ZX-9A (Chinasat 9A). Alegadamente peças produzidas para o ZX-9A têm sido utilizadas para outros satélites, por isso a data de lançamento continua incerta.

## Lançamento
O satélite está previsto para ser lançado ao espaço no ano de 2016, por meio de um veiculo Longa Marcha 3B a partir do Centro Espacial de Xichang, na China. Ele terá uma massa de lançamento de 5.100 kg.

## Capacidade e cobertura
O Chinasat 9A será equipado com 24 transponders em banda Ku e uma carga em banda Ka  para fornecer serviços de telecomunicação para a China.